# Stadio Bruno Benelli
Stadio Bruno Benelli – stadion w Rawennie we Włoszech. Na co dzień gra tutaj Ravenna Calcio. Został otwarty w 1966 roku. W 1993 został odnowiony. Stadion ten może pomieścić ponad 12 000 osób.